# Rattus montanus
Rattus montanus (Phillips, 1932) è un roditore della famiglia dei Muridi endemico dello Sri Lanka.

## Descrizione

### Dimensioni
Roditore di piccole dimensioni, con la lunghezza della testa e del corpo tra 160 e 180 mm, la lunghezza della coda tra 198 e 228 mm, la lunghezza del piede tra 33 e 34 mm, la lunghezza delle orecchie tra 21 e 23 mm.

### Aspetto
La pelliccia è lunga, soffice e densa cosparsa di peli più lunghi sul dorso. Le parti superiori sono bruno-grigiastre scure con dei riflessi rossicci, mentre le parti ventrali sono più chiare, grigio-biancastre. La testa è relativamente piccola, il muso è cosparso di lunghe vibrisse nerastre. Le orecchie sono grigie scure. I piedi sono bruno-grigiastri chiari e con le dita provviste di piccoli artigli nascosti da una peluria biancastra. La coda è più lunga della testa e del corpo, è uniformemente bruno-nerastra e finemente ricoperta di piccoli peli grigio scuri. I maschi sono più grandi delle femmine.

## Biologia

### Comportamento
È una specie terricola, sia diurna che crepuscolare.

### Alimentazione
Si nutre di radici, semi e insetti.

## Distribuzione e habitat
Questa specie è endemica delle province centrali e di Uva, nello Sri Lanka
Vive nelle foreste montane tropicali sempreverdi e in praterie umide tra 1.320 e 2.310 metri di altitudine.

## Conservazione
La IUCN Red List, considerato l'areale limitato e seriamente frammentato e il continuo declino nell'estensione e nella qualità del proprio habitat, classifica R.montanus come specie in pericolo (EN).